# Nikita Petrovitj Panin
Nikita Petrovitj Panin (ryska: Никита Петрович Панин), född 1770, död 1837, var en rysk greve och diplomat, son till Pjotr Panin, far till Viktor Panin.
Panin var 1797–1799 ryskt sändebud i Berlin och 1799–1804 riksvicekansler samt deltog 1801 i sammansvärjningen mot kejsar Paul.